# DonDokoDon
DonDokoDon（ドンドコドン）は、かつて吉本興業で活動していた日本のお笑いコンビ。1994年2月に結成し、2006年まで活動。『爆笑オンエアバトル』初代チャンピオン。

## メンバー
山口 智充（やまぐち ともみつ、1969年3月14日 - ）（56歳）
ボケ・ネタ作り担当、立ち位置は向かって左。

平畠 啓史（ひらはた けいじ、1968年8月14日 - ）（56歳）
ツッコミ担当、立ち位置は向かって右。

## 来歴
山口と平畠は共に宝塚ファミリーランドに勤めており、山口はイベントの司会業を、平畠はイベントの音響を担当していた。そこで2人は親交を深め、会社の忘年会の余興も2人で担当したことがある。その後、2人は別々の時期に退社。退社後2人は再び親交を深め、半年ほど2人で結婚式の司会などのバイトをこなす。そんな中、毎日放送の視聴者参加型の演芸番組『素人名人会』に参加し、名人賞を受賞する。
この時期にプロの芸人になることを志し、上京。事務所にはこだわらず、いろんな東京の事務所のオーディションを受け、銀座7丁目劇場のオーディションに合格する。東京吉本所属となり、1994年2月に本格的にコンビ結成しデビュー。2人は大阪出身ではあるが、東京を拠点に活動した。
コンビで行う漫才は、山口のモノマネを活かしたスタイルで、対照的に平畠は地味なキャラクターを売りにしていた。
1999年に『爆笑オンエアバトル』初代チャンピオンに輝くなど、結成当初はコンビでの活動が主であった。しかし山口が『明石家マンション物語』（フジテレビ系列）に出演し全国的な知名度を得たのを皮切りに、以降は多彩なものまねや声帯模写などを活かして山口がピンで活動する事が多くなっていった。
以降もコンビとしての活動は縮小傾向にあり、静岡県で人気番組となった『くさデカ』（テレビ静岡制作）も、山口の出演頻度は2001年11月より段階的に減少して最終的に2003年に降板し、レギュラー番組『ワンナイR&R』（フジテレビ系列）は、開始当初より平畠の出番は微少で山口との絡みも少なかった。2001年には『M-1グランプリ2001』で決勝戦に進出するも、結果は10組中9位であった。
山口はマルチタレントとして活動、平畠は芸能界屈指のサッカー通として関連番組に多く出演するほか、引き続き『くさデカ』に出演するなど、静岡では高い知名度を持っている。
共に1968年度生まれで、山口が2000年頃にはブレイクしレギュラー番組を多数持ったことから、2000年代半ばにはベテラン芸人入りしていたと思われがちだが、実際は二人ともサラリーマンを経て25〜26歳で吉本興業に入ったため、同年代の芸人に比べて芸歴は短い。このため、宮迫博之（元雨上がり決死隊）、千原兄弟、ナインティナイン、ココリコ、中川家、陣内智則など年下の先輩が多い。ロンドンブーツ1号2号、ペナルティや、大阪NSCでは12期生の小籔千豊、土肥ポン太などが同期に当たる。1年先輩には中川家、陣内、ケンドーコバヤシなど、1年後輩には次長課長、タカアンドトシなどがいる。

### 事実上の解散
2006年12月に『ワンナイR&R』が終了したことでコンビ名義でのレギュラー番組は消滅した。それ以前から、漫才の舞台などコンビでの仕事も行われなくなった。後に『さんまのまんま』（2013年7月27日放送分、関西テレビ制作・フジテレビ系列）に山口が出演した際に、司会の明石家さんまから「DonDokoDonは、今どうなってるの?」と聞かれた山口は、「バラバラの活動です。（2人では）やってないです。」と話し、「解散はしてないの?」と確認されると、「解散ってのも微妙なんですけど、『解散します。』って言っても『どうでもええわ』って人も居るじゃないですか。『解散』って言葉はマイナスなんで、言う事は無いんかなと」と自然消滅の形でコンビを解消した事を明かした。2020年に山口が『ダウンタウンなう』（フジテレビ系列）に出演した際も、「活動はもうしていきませんと吉本には言っている」「まだ何もしてへん奴が『解散』と言うのは、おこがましい」と説明した。
吉本興業の公式サイトではDonDokoDonのページが削除され、山口、平畠それぞれの個人紹介ページに変更されている。また、TVガイド（2007年度以降）・JUNON（2008年度以降）のタレント名鑑やライブイベント『LIVE STAND 07』等でも、2人は別々に表記されている。
事実上の解散前もコンビ仲が特に悪く、事務所の先輩である藤本敏史（FUJIWARA）は2人の関係性について「仲良かった時無い」と話し、後輩であるトータルテンボス「（その件は）本当に触れられないやつ」と話した。
ゴリ（ガレッジセール）は沖縄のテレビ番組にて「DonDokoDonは2人の方向性が違っただけなのでね。でも2人が出会わなければ銀座7丁目劇場のオーディションを受けることも無かったでしょうし吉本に入ることもなかった。そしてワンナイで僕らと共演することも無かったでしょう。2人が出会った奇跡に感謝です」とコメントしている。

## エピソード
- 『爆笑オンエアバトル』での戦績は5勝1敗、最高505KB、初代チャンピオン。第1回チャンピオン大会では、唯一の吉本興業所属の芸人であった[注 2]。
  - 初代チャンピオンであるにもかかわらず、歴代チャンピオンの中で唯一通常回以外の特番に出演した実績が一切なく[注 3]、毎年のチャンピオン大会にて歴代チャンピオンの1組として軽く触れられたり、プラチナバトラーに認定されて番組内で紹介された程度に留まっていた。また、歴代チャンピオンの中では最も出場回数が少なく、唯一10回以上出場していない[注 4]。さらにオーバー500獲得回数も歴代チャンピオンの中で最も少ない（1回のみ）[注 5]。
  - 初挑戦から無傷の5連勝を記録していたが、2000年7月30日放送回で初のオフエアを記録。この回を最後に番組には出場しておらず、事実上の卒業となった[注 6]。ただし、このオフエアとなったネタは同年8月20日放送の番外編で一部がオンエアされた。
- 2001年、『M-1グランプリ2001』で決勝戦に進出。2人とも芸人を始めた時期がやや遅かったため、結成8年目ながらこの時点で年齢が30を超えており、今大会決勝戦の最年長コンビであった。先述の通り、この頃から山口はピンで活躍しており、決勝戦10組の中でも知名度は抜群で満を持しての出場だったが、最終的な結果は10組中9位に終わる。
  - この回では特別審査員だけではなく、札幌・大阪・福岡の吉本興業の劇場に集まった各100人の一般客が1人1点で審査するシステムも導入されていたのだが、このうち大阪会場からの得点が100点満点中18点と極端に低く、3会場の合計は100点を下回ってしまった。特別審査員の中では西川きよしと春風亭小朝からの評価が低く、小朝は「関脇の人が横綱相撲取っちゃった、みたいな感じ」と評している。なお、2002年大会、ラストイヤーだった2003年大会には出場していない。

## 賞レース成績・受賞歴など

### M-1グランプリ
| 年     | 結果    | エントリーNo. | 決勝戦キャッチコピー |
| ------ | ------- | ------------- | -------------------- |
| 2001年 | 決勝9位 | 859           | 無冠の帝王           |

### その他
- 1995年 平成7年度NHK新人演芸大賞 演芸部門 本選進出
- 1999年 爆笑オンエアバトル 第1回チャンピオン大会 チャンピオン
- 2000年 爆笑オンエアバトル 第2回チャンピオン大会 本選5位
- 2000年 平成11年度花形演芸大賞 銀賞

## 出演番組

### テレビ

#### バラエティ・報道番組
- ピッカピカ天然素材!（TBS）
- 急性吉本炎（TBS）
- 慢性吉本炎（TBS）
- DABO銀（テレビ朝日）
- 二十歳の趣味講座ハンググライダー入門（1995年、NHK教育）
- ミックスパイください（中部日本放送）
- 水10! ワンナイR&R（フジテレビ）
- タモリのSUPERボキャブラ天国（フジテレビ）
- 爆笑100連発! ネタにコントクイズでGO!（フジテレビ）
- 爆笑オンエアバトル（NHK総合）
- 笑いがいちばん（2001年1月7日、4月29日、11月11日、NHK総合）
- わらいのじかん（テレビ朝日）
- ぴーかんテレビ（東海テレビ）
- THE夜もヒッパレ（日本テレビ）
- いろもん （1999年、日本テレビ）
- メレンゲの気持ち（2001年、日本テレビ）
- オールスター感謝祭（2000年10月7日、2001年3月30日、10月6日、2002年3月30日、TBS)
- M-1グランプリ2001（朝日放送）
- 超!よしもと新喜劇（毎日放送）
- オールザッツ漫才 （毎日放送）
- 生だ静岡キンゴロー（テレビ静岡）
- くさなぎ署の刑事（テレビ静岡）
- くさデカ（テレビ静岡） - 現在は平畠のみ出演
- 夕やけTV編集局（仙台放送）

#### ドラマ
- あすか（1999年 - 2000年、NHK総合、連続テレビ小説）

山口 - バタヤン 役
平畠 - サンペイ 役
- 天才柳沢教授の生活（2002年、フジテレビ）

山口 - 村田雅史 役
平畠 - 牧師 役
- 新選組!（2004年、NHK総合、大河ドラマ）

山口 - 永倉新八 役
平畠 - 葛山武八郎 役

### ラジオ
- オレたちもっとやってま〜す（毎日放送）
- オレたちやってま〜す（毎日放送）